# لوس و کاملاً متفاوته ولی همچنان لوسه
لوس و کاملاً متفاوته ولی همچنان لوسه (به انگلیسی: Brat and It's Completely Different but Also Still Brat) نخستین آلبوم ریمیکس از خوانندهٔ انگلیسی چارلی ایکس‌سی‌ایکس می‌باشد که در ۱۱ اکتبر سال ۲۰۲۴ از سوی آتلانتیک رکوردز منتشر گردید. در این آلبوم ریمیکس‌هایی از هفده‌تا از ترانه‌های نسخهٔ دیلاکس ششمین آلبوم استودیویی وی تحت عنوان لوس و خود خودشه اما سه تا آهنگ دیگه هم داره پس نیست (۲۰۲۴) قرار دارند؛ با این حال هفت قطعه اصلی نیز در آلبوم حضور دارند در نتیجه این آلبوم به‌عنوان یک آلبوم دابل عمل می‌کند.